# Episodi di Cin cin (quinta stagione)
La quinta stagione della serie televisiva Cin cin è andata in onda negli USA dal 25 settembre 1986 al 7 maggio 1987 sul canale NBC.
Ha raggiunto il 3º posto nella classifica degli ascolti secondo il Nielsen Rating. Il numero medio di telespettatori, 23 772 800, rappresenta la media più alta raggiunta dalla serie nel corso di tutte le stagioni.
A partire da questa stagione, i titoli degli episodi non sono stati tradotti in italiano.
| nº | Titolo originale                                   | Titolo italiano                                    | Prima TV USA      | Prima TV Italia |
| -- | -------------------------------------------------- | -------------------------------------------------- | ----------------- | --------------- |
| 1  | The Proposal                                       | The Proposal                                       | 25 settembre 1986 |                 |
| 2  | The Cape Cad                                       | The Cape Cad                                       | 2 ottobre 1986    |                 |
| 3  | Money Dearest                                      | Money Dearest                                      | 9 ottobre 1986    |                 |
| 4  | Abnormal Psychology                                | Abnormal Psychology                                | 16 ottobre 1986   |                 |
| 5  | House of Horrors With Formal Dining and Used Brick | House of Horrors With Formal Dining and Used Brick | 30 ottobre 1986   |                 |
| 6  | Tan N' Wash                                        | Tan N' Wash                                        | 6 novembre 1986   |                 |
| 7  | Young Dr. Weinstein                                | Young Dr. Weinstein                                | 13 novembre 1986  |                 |
| 8  | Knights of the Scimitar                            | Knights of the Scimitar                            | 27 novembre 1986  |                 |
| 9  | Thanksgiving Orphans                               | Thanksgiving Orphans                               | 27 novembre 1986  |                 |
| 10 | Everyone Imitates Art                              | Everyone Imitates Art                              | 4 dicembre 1986   |                 |
| 11 | The Book of Samuel                                 | The Book of Samuel                                 | 11 dicembre 1986  |                 |
| 12 | Dance, Diane, Dance                                | Dance, Diane, Dance                                | 18 dicembre 1986  |                 |
| 13 | Chambers vs Malone                                 | Chambers vs Malone                                 | 8 gennaio 1987    |                 |
| 14 | Diamond Sam                                        | Diamond Sam                                        | 15 gennaio 1987   |                 |
| 15 | Spellbound                                         | Spellbound                                         | 22 gennaio 1987   |                 |
| 16 | Never Love a Goalie (1)                            | Never Love a Goalie (1)                            | 29 gennaio 1987   |                 |
| 17 | Never Love a Goalie (2)                            | Never Love a Goalie (2)                            | 5 febbraio 1987   |                 |
| 18 | One Last Fling                                     | One Last Fling                                     | 12 febbraio 1987  |                 |
| 19 | Dog Bites Cliff                                    | Dog Bites Cliff                                    | 19 febbraio 1987  |                 |
| 20 | Dinner at Eight-ish                                | Dinner at Eight-ish                                | 26 febbraio 1987  |                 |
| 21 | Simon Says                                         | Simon Says                                         | 5 marzo 1987      |                 |
| 22 | The Godfather, Part III                            | The Godfather, Part III                            | 19 marzo 1987     |                 |
| 23 | Norm's First Hurrah                                | Norm's First Hurrah                                | 26 marzo 1987     |                 |
| 24 | Cheers: The Motion Picture                         | Cheers: The Motion Picture                         | 2 aprile 1987     |                 |
| 25 | A House is Not a Home                              | A House is Not a Home                              | 30 aprile 1987    |                 |
| 26 | I Do and Adieu                                     | I Do and Adieu                                     | 7 maggio 1987     |                 |